# Borrsjön (Gåsborns socken, Värmland)
Borrsjön är en sjö i Filipstads kommun i Värmland och ingår i Göta älvs huvudavrinningsområde. Sjön är 9,5 meter djup, har en yta på 0,341 kvadratkilometer och är belägen 205,2 meter över havet.

## Delavrinningsområde
Borrsjön ingår i det delavrinningsområde (664792-141960) som SMHI kallar för Mynnar i Vintersjön. Medelhöjden är 239 meter över havet och ytan är 36,66 kvadratkilometer. Räknas de 4 avrinningsområdena uppströms in blir den ackumulerade arean 108,99 kvadratkilometer. Igelälven som avvattnar avrinningsområdet har biflödesordning 3, vilket innebär att vattnet flödar genom totalt 3 vattendrag innan det når havet efter 378 kilometer. Avrinningsområdet består mestadels av skog (75 procent) och sankmarker (16 procent). Avrinningsområdet har 1,83 kvadratkilometer vattenytor vilket ger det en sjöprocent på 5 procent.